# Tecnologia Exponencial
Tecnologia Exponencial é uma tecnologia a qual se aplica a Lei de Moore.

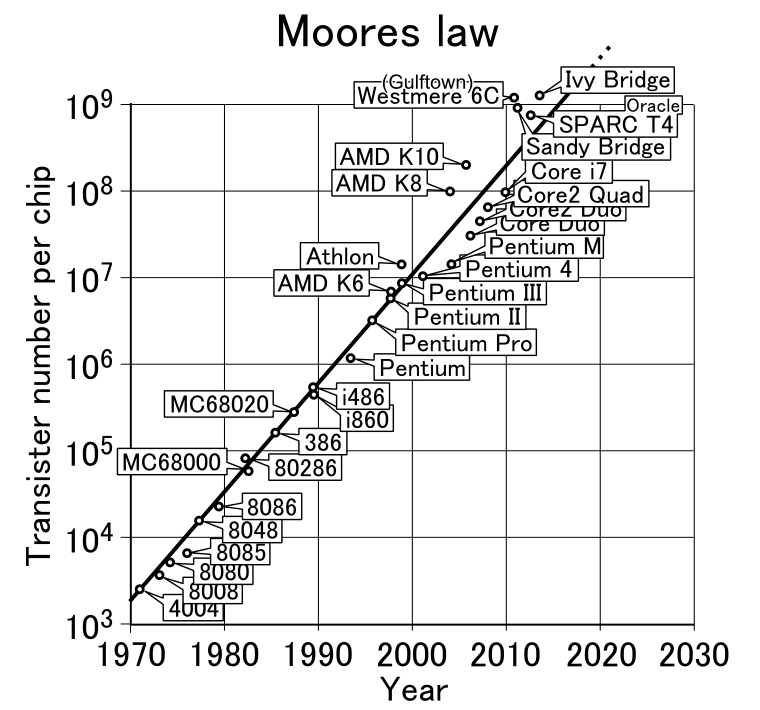
Lei de Moore

## Tecnologias Exponenciais
- Impressoras 3D
- Robótica
- Automação Industrial
- Nanotecnologia
- Realidade Virtual
- Hipercomputação
- Biologia Sintética
- Inteligência artificial
- Bioinformática
- Nano-Energia